# Bạch Kỷ Niên
Bạch Kỷ Niên (tiếng Trung: 白纪年; 19 tháng 2 năm 1926 – 15 tháng 1 năm 2015) là một chính trị gia Trung Quốc. Ông được biết đến như là lãnh đạo Đảng cấp tỉnh đầu tiên ở Trung Quốc được bầu theo một quy trình dân chủ nội bộ, khi ông trở thành Bí thư Tỉnh ủy Thiểm Tây vào năm 1984. Được coi là một cộng sự của Hồ Diệu Bang, ông đã mất ưu thế và bị cách chức vào năm 1987.

## Thuở nhỏ
Bạch Kỷ Niên được sinh ra tại Tuy Đức, Du Lâm, Thiểm Tây vào ngày 19 tháng 2 năm 1926, là con trai thứ hai của giáo viên và doanh nhân nhỏ Bạch Tinh Bình. Năm 1939, trong Chiến tranh Trung – Nhật lần thứ hai, ông tham gia làm chiến sĩ Cộng sản ở Diên An, bắt đầu sự nghiệp của mình như một nhà cách mạng. Ông tham gia dạy học ở trường tiểu học ở vùng nông thôn Thiểm Tây và làm thư ký cho các lãnh đạo đảng địa phương. Ông gia nhập Đảng Cộng sản Trung Quốc vào tháng 4 năm 1942.

## Cộng hòa Nhân dân Trung Hoa và Cách mạng Văn hóa
Sau khi thành lập Cộng hòa Nhân dân Trung Hoa năm 1949, ông bắt đầu sự nghiệp như một chức năng trong Đoàn Thanh niên Cộng sản Trung Quốc (CYL), làm việc dưới sự lãnh đạo của CYL tỉnh vào thời điểm đó, Hồ Diệu Bang. Sau đó ông đã dẫn dắt công việc nông thôn ở một ủy ban tỉnh, và cũng được bổ nhiệm làm Phó Bí thư Thị ủy Hán Trung.
Trong cuộc Cách mạng văn hóa, ông đã bị thanh tẩy vì sự liên kết của ông với Hồ Diệu Bang. Ông được xếp chỗ trong khu biệt giam, và dành thời gian làm công việc gác cổng. Ông bị ung thư đại trực tràng. Ông tiếp tục công việc bình thường vào năm 1972, tiếp tục lãnh đạo công việc trong các vấn đề nông thôn.

## Thời kỳ đổi mới
Sau khi kết thúc Cách mạng Văn hóa, ông viếng thăm Hoa Kỳ vào mùa hè năm 1978, với tư cách là một thành viên của phái đoàn Trung Quốc. Vào tháng 2 năm 1979, ông được bổ nhiệm làm phó Tỉnh trưởng Thiểm Tây, sau đó vào năm 1983, ông là ủy viên Ủy ban Thường vụ Tỉnh ủy.
Vào tháng 8 năm 1984, lãnh đạo Đảng Cộng sản đã tiến hành một thử nghiệm chưa từng thấy ở Thiểm Tây như là một phần của cải cách kinh tế và chính trị rộng lớn hơn trên khắp đất nước. Một phiên họp mở rộng của ủy ban tỉnh đã được tổ chức, trong đó có hơn 300 người, chủ yếu là các quan chức ở cấp quận hoặc cao hơn, được phép bầu lãnh đạo đảng Thiểm Tây bằng lá phiếu bí mật. Bạch Kỷ Niên là người đắc cử trong tổng số 13 ứng cử viên, trở thành thủ lĩnh cấp tỉnh đầu tiên được bầu qua tiến trình dân chủ thử nghiệm này. Kết quả là ông được giới thiệu trong một câu chuyện của Nhân Dân nhật báo vào ngày 18 tháng 11 năm 1984, như là một phần của "cuộc thử nghiệm táo bạo với cải cách cán bộ" của đảng, và được quảng cáo trên các phương tiện truyền thông quốc tế. Tháng 9 năm 1985, ông trở thành ủy viên của Ủy ban Trung ương Đảng Cộng sản Trung Quốc khóa XVII. Tuy nhiên, thử nghiệm dân chủ ngắn ngủi. Khi người bảo trợ của ông, Hồ Diệu Bang bị buộc phải từ chức vào tháng 1 năm 1987, khiến ông bị cách chức vào tháng 9 năm 1987. Trong thời gian nhiệm kì ba năm của ông ở Thiểm Tây, ông được chủ yếu được biết đến với việc đi tiên phong hoạt động cải cách kinh tế của Hồ Diệu Bang.
Từ năm 1988 đến năm 1998, ông là ủy viên của Ủy ban Thường vụ Hội nghị Hiệp thương Chính trị Nhân dân Trung Quốc khóa VII và khóa VIII. Ông nghỉ hưu tháng 3 năm 1998.
Ông qua đời vào ngày 15 tháng 1 năm 2015 tại Tây An, ở tuổi 88.